# Cúp bóng đá nữ châu Á 2014
Cúp bóng đá nữ châu Á 2014 (tiếng Anh: AFC Women's Asian Cup 2014) là Cúp bóng đá nữ châu Á lần thứ 18, do Việt Nam đăng cai từ 14 tới 25 tháng 5 năm 2014.. Giải đóng vai trò là vòng loại Giải vô địch bóng đá nữ thế giới 2015.
Đội tuyển CHDCND Triều Tiên bị cấm tham dự vì 5 cầu thủ của đội bị phát hiện sử dụng chất kích thích tại Giải vô địch bóng đá nữ thế giới 2011.
Nhật Bản vượt qua Úc với tỉ số 1–0 trong trận chung kết để lần đầu tiên lên ngôi vô địch.

## Vòng loại
Vòng chung kết của giải đấu gồm 8 đội bóng, trong đó 4 đội bóng lọt vào bán kết của giải năm 2010 được vào thẳng, các đội bóng khác tham gia vòng loại để lấy bốn đội còn lại vào vòng chung kết.
Nước chủ nhà Việt Nam cũng phải tham dự vòng loại. Trong trường hợp không vượt qua được vòng loại thì ban tổ chức sẽ lựa chọn một nước chủ nhà khác.
Miễn vòng loại
- Trung Quốc
- Úc
- Nhật Bản
- Hàn Quốc

Vượt qua vòng loại
- Myanmar
- Thái Lan
- Việt Nam
- Jordan

## Địa điểm
| Thủ Dầu MộtThành phố Hồ Chí Minh | Thủ Dầu Một         | Thành phố Hồ Chí Minh   |
| -------------------------------- | ------------------- | ----------------------- |
| Thủ Dầu MộtThành phố Hồ Chí Minh | Sân vận động Gò Đậu | Sân vận động Thống Nhất |
| Thủ Dầu MộtThành phố Hồ Chí Minh | Sức chứa: 18.250    | Sức chứa: 15.000        |
| Thủ Dầu MộtThành phố Hồ Chí Minh |                     |                         |

## Vòng bảng
8 đội tham dự vòng chung kết được chia làm hai bảng, mỗi bảng bốn đội, thi đấu vòng tròn một lượt. Hai đội đứng đầu vào đá bán kết, đội thứ ba mỗi bảng đá một trận tranh vị trí thứ năm, cũng là tranh suất cuối cùng dự vòng chung kết thế giới. Bốc thăm được tiến hành ngày 29 tháng 11 năm 2013.

### Bảng A
| VT | Đội          | ST | T | H | B | BT | BB | HS  | Đ | Giành quyền tham dự                 |
| -- | ------------ | -- | - | - | - | -- | -- | --- | - | ----------------------------------- |
| 1  | Nhật Bản     | 3  | 2 | 1 | 0 | 13 | 2  | +11 | 7 | Vòng đấu loại trực tiếp & World Cup |
| 2  | Úc           | 3  | 2 | 1 | 0 | 7  | 3  | +4  | 7 | Vòng đấu loại trực tiếp & World Cup |
| 3  | Việt Nam (H) | 3  | 1 | 0 | 2 | 3  | 7  | −4  | 3 | Tranh hạng năm                      |
| 4  | Jordan       | 3  | 0 | 0 | 3 | 2  | 13 | −11 | 0 |                                     |

| Việt Nam                                          | 3–1      | Jordan     |
| ------------------------------------------------- | -------- | ---------- |
| Nguyễn Thị Muôn 18' · Lê Thu Thanh Hương 36', 84' | Chi tiết | Jbarah 34' |

| Úc                       | 2–2      | Nhật Bản                            |
| ------------------------ | -------- | ----------------------------------- |
| Foord 21' · De Vanna 64' | Chi tiết | Polkinghorne 71' (l.n.) · Ōgimi 84' |

| Jordan       | 1–3      | Úc                        |
| ------------ | -------- | ------------------------- |
| Al-Naber 70' | Chi tiết | Gill 35', 50' · Gorry 66' |

| Nhật Bản                                  | 4–0      | Việt Nam |
| ----------------------------------------- | -------- | -------- |
| Kawasumi 44', 87' · Kiryu 65' · Ōgimi 69' | Chi tiết |          |

| Việt Nam | 0–2      | Úc                                   |
| -------- | -------- | ------------------------------------ |
|          | Chi tiết | Lê Thị Thương 42' (l.n.) · Gorry 90' |

| Nhật Bản                                                                         | 7–0      | Jordan |
| -------------------------------------------------------------------------------- | -------- | ------ |
| Kira 25', 90+3' · Nakajima 45+1', 75' · Sakaguchi 49', 81' · Alhyasat 69' (l.n.) | Chi tiết |        |

### Bảng B
| VT | Đội        | ST | T | H | B | BT | BB | HS  | Đ | Giành quyền tham dự                 |
| -- | ---------- | -- | - | - | - | -- | -- | --- | - | ----------------------------------- |
| 1  | Hàn Quốc   | 3  | 2 | 1 | 0 | 16 | 0  | +16 | 7 | Vòng đấu loại trực tiếp & World Cup |
| 2  | Trung Quốc | 3  | 2 | 1 | 0 | 10 | 0  | +10 | 7 | Vòng đấu loại trực tiếp & World Cup |
| 3  | Thái Lan   | 3  | 1 | 0 | 2 | 2  | 12 | −10 | 3 | Tranh hạng năm                      |
| 4  | Myanmar    | 3  | 0 | 0 | 3 | 1  | 17 | −16 | 0 |                                     |

| Hàn Quốc | 12–0     | Myanmar |
| --- | -------- | ------- |
| Ji So-Yun 4' · Park Eun-Sun 17' (ph.đ.), 43' · Park Hee-Young 33' · Jeon Ga-Eul 36', 40' (ph.đ.), 63' · Cho So-Hyun 45+3', 61', 82' · Kwon Hah-Nul 58' · Yeo Min-Ji 76' | Chi tiết |         |

| Trung Quốc                                                                   | 7–0      | Thái Lan |
| ---------------------------------------------------------------------------- | -------- | -------- |
| Lý Đông Na 6' · Lý Ảnh 8' · Dương Lệ 16', 45+1', 64', 90+1' · Hứa Yến Lộ 75' | Chi tiết |          |

| Myanmar | 0–3      | Trung Quốc                                        |
| ------- | -------- | ------------------------------------------------- |
|         | Chi tiết | Nhậm Quế Tân 10' · Mã Hiểu Húc 60' · Dương Lệ 87' |

| Thái Lan | 0–4      | Hàn Quốc                                   |
| -------- | -------- | ------------------------------------------ |
|          | Chi tiết | Ji So-Yun 11' · Park Eun-Sun 12', 47', 84' |

| Hàn Quốc | 0–0      | Trung Quốc |
| -------- | -------- | ---------- |
|          | Chi tiết |            |

| Thái Lan                      | 2–1      | Myanmar          |
| ----------------------------- | -------- | ---------------- |
| Sungngoen 27' · Duangnapa 59' | Chi tiết | Yee Yee Oo 45+1' |

## Tranh hạng năm
Thái Lan giành chiến thắng và giành vé dự World Cup.
| Việt Nam                  | 1–2      | Thái Lan           |
| ------------------------- | -------- | ------------------ |
| Nguyễn Thị Tuyết Dung 86' | Chi tiết | Sungngoen 48', 65' |

## Vòng đấu loại trực tiếp
|  | Bán kết         | Bán kết |               |   | Chung kết | Chung kết |
|  |                 |         |               |   |           |           |
|  |                 |         |               |   |           |           |
|  |                 |         |               |   |           |           |
|  | Nhật Bản (h.p.) | 2       |               |   |           |           |
|  | Nhật Bản (h.p.) | 2       |               |   |           |           |
|  | Trung Quốc      | 1       |               |   |           |           |
|  | Trung Quốc      | 1       | Nhật Bản      | 1 |           |           |
|  |                 |         | Nhật Bản      | 1 |           |           |
|  |                 | Úc      | 0             |   |           |           |
|  | Hàn Quốc        | Úc      | 0             | 1 |           |           |
|  | Hàn Quốc        |         |               | 1 |           |           |
|  | Úc              | 2       |               |   |           |           |
|  | Úc              | 2       | Tranh hạng ba |   |           |           |
|  |                 |         |               |   |           |           |
|  |                 |         |               |   |           |           |
|  |                 |         |               |   |           |           |
|  | Trung Quốc      | 2       |               |   |           |           |
|  | Trung Quốc      | 2       |               |   |           |           |
|  | Hàn Quốc        | 1       |               |   |           |           |

Giờ thi đấu tính theo giờ địa phương (UTC+7).

### Bán kết
| Nhật Bản                     | 2–1 (s.h.p.) | Trung Quốc             |
| ---------------------------- | ------------ | ---------------------- |
| Sawa 51' · Iwashimizu 120+2' | Chi tiết     | Lý Đông Na 80' (ph.đ.) |

| Hàn Quốc                 | 1–2      | Úc                             |
| ------------------------ | -------- | ------------------------------ |
| Park Eun-sun 53' (ph.đ.) | Chi tiết | Gorry 47' · Kellond-Knight 77' |

### Trận tranh hạng ba
| Trung Quốc                              | 2–1      | Hàn Quốc        |
| --------------------------------------- | -------- | --------------- |
| Park Eun-sun 3' (l.n.) · Dương Lệ 90+3' | Chi tiết | Yoo Young-a 80' |

### Chung kết
| Nhật Bản       | 1–0      | Úc |
| -------------- | -------- | -- |
| Iwashimizu 28' | Chi tiết |    |

| Vô địch Cúp bóng đá nữ châu Á 2014 |
| ---------------------------------- |
| · Nhật Bản · Lần thứ nhất          |

## Cầu thủ ghi bàn
6 bàn
- Park Eun-sun
- Dương Lệ

3 bàn
- Cho So-hyun
- Jeon Ga-eul
- Kanjana Sung-Ngoen
- Katrina Gorry

2 bàn
- Ji So-yun
- Iwashimizu Azusa
- Kawasumi Nahomi
- Kira Chinatsu
- Nakajima Emi
- Ōgimi Yūki
- Sakaguchi Mizuho
- Lý Đông Na
- Kate Gill
- Lê Thu Thanh Hương

1 bàn
- Kwon Hah-nul
- Park Hee-young
- Yeo Min-ji
- Yoo Young-a
- Stephanie Al-Naber
- Maysa Jbarah
- Kiryu Nanase
- Sawa Homare
- Yee Yee Oo
- Sritala Duangnapa
- Hứa Yến Lộ
- Lý Ảnh
- Mã Hiểu Húc
- Nhậm Quế Tân
- Lisa De Vanna
- Caitlin Foord
- Elise Kellond-Knight
- Nguyễn Thị Muôn
- Nguyễn Thị Tuyết Dung

1 bàn phản lưới
- Park Eun-sun
- Enshirah Alhyasat
- Clare Polkinghorne
- Lê Thị Thương